# Ferenc Demjén
Ferenc “Demjés Ferec” Demjén (né le 21 décembre 1946) est un chanteur hongrois.